# Jacobaea subalpina
Jacobaea subalpina (жовтозілля субальпійське як Senecio subalpinus) — вид рослин із родини айстрових (Asteraceae).

## Біоморфологічна характеристика
Багаторічна трав'яниста рослина заввишки 30–80 см. Стебло негусто запушене, пряме, кутасте, переважно нерозгалужене. Листки чергові з крилатими ніжками, наземні й нижні стеблові листки від серцеподібних до яйцювато-трикутних, 3–6 см у довжину й ширину, зубчасті; середні стеблові ліроподібні зубчасті, верхні яйцюваті чи яйцювато-ланцетні, глибоко надрізані. Квіткові голови 2.5–4 у діаметрі, великі, нечисленні, в нещільному щиткоподібному синцвітті, рідше поодинокі. Обгортка широкодзвонова, 8 мм у довжину і 12–15 мм у ширину. Квітки від жовтих до оранжево-жовтих. Плід — циліндрична сім'янка 3.5–4 × 0.7–0.8 мм, з чи без поздовжніх борозенок; поверхня гладка, тьмяна, білувато-жовта; верхівкові щетинки білуваті. 2n=40. Квітне у липні — вересні.

## Середовище проживання
Зростає у Європі (Німеччина, Австрія, Польща, Чехія, Словаччина, Словенія, Хорватія, Боснія та Герцеговина, Сербія та Косово, Чорногорія, Македонія, Албанія, Румунія, Болгарія, Греція, Україна).
В Україні вид росте у гірських лісах, на субальпійських луках – у Карпатах, часто.